# Катана
Ката́на (яп. 刀) — длинный японский меч (дайто). По форме клинка катана напоминает шашку, однако рукоять у неё прямая и длинная, что позволяет использовать двуручный хват. Навершие отсутствует. Небольшой изгиб клинка и острый конец позволяют наносить также и колющие удары.
Длина клинка — от 2 до 2,5 сяку (60,6—75,7 см), общая длина с рукоятью — 85—105 см (обычно 90—100 см). Оружие с длиной клинка меньше 2 сяку считается вакидзаси, а больше 2,5 сяку — окатана (большая катана) или тати, но помимо размера тати традиционно имеет больший изгиб и другую отделку с креплением (Аси) к доспехам.

## Название
Восходит к праяпонскому *katana, представляет собой объединение слов «сторона» (яп. 片 ката) и «край» (яп. な на).
Катана — японское чтение (кунъёми) китайского иероглифа 刀; сино-японское чтение (онъёми) — то:. В японском языке слово «катана» имеет более широкий смысл, чем в русском, и в отношении оружия означает в целом «сабля»; меч или нож с односторонним клинком. При желании специальным образом японская катана может быть названа в японском языке «нихонто:» (яп. 日本刀), что наиболее буквально переводится как «японский нож» или «японский дао». При этом прямой меч двусторонней заточки называется кэн или цуруги (яп. 剣, см. кит. цзянь), однако в переносном, возвышенном или литературном смысле, но не в буквальном, это слово употребляется в японском языке и для катаны. Данное обстоятельство, по которому меч одного типа стал возвышенно называться словом для меча другого типа, как такового не имевшего большого распространения в Японии, обусловлено более чем тысячелетним влиянием на японский язык классической китайской литературы, отражающей культурные особенности китайского оружия и в частности широкое применение в древнем Китае и высокий статус прямого меча обоюдоострой заточки цзянь (яп. 劍, 剣 — форма синдзитай).
В настоящее время слово кэн (剣, также по-яп. цуруги) функционирует в японском языке как общеупотребительное слово для обозначения мечей, в широком понимании и в зависимости от контекста включая в себя сабли, но при этом сохраняя свое точное значение прямого обоюдоострого меча, и, соответственно, широко применимо для подходящих под это описание европейских мечей; фактически, слово кэн (яп. 剣) по большей части эквивалентно русскому слову «меч». Словом же катана (яп. 刀) продолжают называться в японском языке в точном смысле мечи, имеющие одностороннюю заточку и, как правило, изогнутые, таким образом включая в себя все в том же точном смысле — европейские и другие сабли, но специально они также бывают называемы в японском языке такими словами как «са:бэру» (яп. サーベル) (от нидерл. sabel), равно как и специфичными словами, такими как «западный нож/дао/катана» (яп. 洋刀 ё:то:, с префиксом 洋 в значении «западный»). Существует также объединившее оба вида составное слово то:кэн (яп. 刀剣), имеющее формальный либо — когда собирательное («мечи») — литературный окрас; в особенности удобно оно для тех случаев, когда разновидность меча затруднительно научно определить и как 刀 (условно «сабля», «катана») и как 剣 (условно «меч») с точки зрения точного японского словоупотребления, но не ограничивается ими, и в целом является нейтральным. Японское «катана» может также применяться для всего, что называется в китайском языке 刀 (dāo), и поэтому в литературе встречается и как название для ножа, в том числе разделочного.
Катану часто называют мечом. В ГОСТ Р 51215-98 катана классифицируется как пункт Б.3.5 в разделе Б.3 Сабли.

## История развития
Катана появилась в XV веке (ранний период Муромати) как следствие эволюции тати (яп. 太刀) и использовалась до конца XIX века как традиционное оружие самурая, прежде всего в комбинации (дайсё, яп. 大小. букв. «большой-малый») с коротким вакидзаси (яп. 脇差, яп. 小刀 сёто, букв. «малый меч»). Катана во многом похожа на более ранний китайский меч мяо дао. Подлинную японскую катану легко узнать по линии закалки (хамон, яп. 刃文), объясняющейся применением специальной техники ковки и закалки, а также рукояти (цука, яп. 柄), обтянутой кожей ската и обвитой шёлковой лентой. Для обтяжки также применялась обычная кожа. Резные рукояти из твёрдого дерева или слоновой кости встречаются только у декоративных и парадных мечей. Клинок катаны состоит как минимум из двух разных сортов стали: вязкого для основы (сердцевины) и твёрдого для лезвия. Оба компонента сначала очищались путём многократного сложения и сварки, прежде чем из них ковался клинок.
В узком смысле катана — изогнутый (режущей частью наружу) полуторный меч с клинком длиной в два или более сяку (яп. 尺, 2 сяку приблизительно равны 60,6 см) и рукоятью различной длины. Вес 750—1000 г. Если длина клинка менее двух сяку, то это вакидзаси, если менее одного сяку — кинжал (танто, айкути, хамидаси). Ножны для всех трёх видов мечей называются сая; они делаются из дерева магнолии и покрываются лаком. Металлические ножны имеют только серийно изготовленные мечи XX века, однако и они оснащены деревянной подкладкой.

## Ношение катаны
Катану и вакидзаси всегда носят на левой стороне корпуса в ножнах, заложенными за пояс (оби), лезвием вверх. Это — принятый способ ношения в обществе, сформировавшийся после завершения войн периода Сэнгоку в начале XVII века, когда носить оружие стало больше традицией, чем военной необходимостью. Когда самурай входил в дом, он вынимал катану из-за пояса. В случае возможных конфликтов он держал меч в левой руке в состоянии боевой готовности либо, в знак доверия, в правой. Садясь, он клал катану на пол в пределах досягаемости, причём вакидзаси не снимался (его самурай носил в ножнах за поясом). Монтаж меча для ношения на улице называется косираэ, сюда входят лакированные ножны сая. В случае отсутствия частой необходимости использовать меч, его хранили дома в монтаже из необработанного дерева магнолии сирасая, защищающем сталь от коррозии. Некоторые современные катаны изначально выпускаются в этом варианте, при котором ножны не покрываются лаком и не декорируются. Подобный монтаж, в котором отсутствовала цуба и другие декоративные элементы, не привлекал внимания и получил широкое распространение в конце XIX века после императорского запрета на ношение меча. Создавалось впечатление, что в ножнах не катана, а бокуто — деревянный меч. В XX веке появились замаскированные мечи, по конструкции схожие с западными шпагами-тростями: клинок меча покоился в ножнах, имитирующих посох из бамбука или дерева.
Вплоть до раннего периода Муромати на вооружении состоял тати — длинный меч, который носили на портупее лезвием вниз. Однако начиная с конца XIV века он все более вытесняется катаной. Она носилась в ножнах, закреплённых на поясе с помощью ленты из шёлка или иной ткани (сагэо). Вместе с тати обычно носили кинжал танто, а в паре с катаной — вакидзаси.

## Изготовление
Изготовление катаны состоит из множества этапов и может длиться до нескольких месяцев. В начале куски стали сорта тамахаганэ складываются вместе, заливаются глинистым раствором и посыпаются золой. Это необходимо для удаления из металла шлака, который в процессе плавления выходит из него и впитывается глиной и золой. После этого куски стали раскаляют, чтобы дать им соединиться друг с другом. Затем полученный блок проковывают молотом: его расплющивают и складывают, затем снова расплющивают и опять складывают — и так удваивают количество слоев (при 10 складываниях 1024 слоя, при 20 — 1048576) Таким образом углерод распределяется равномерно в заготовке, благодаря чему твёрдость клинка в каждом его участке будет одинаковая. Далее в блок из тамахаганэ требуется добавить более мягкую сталь, чтобы меч не сломался при больших динамических нагрузках. В процессе ковки, длящейся несколько дней, блок вытягивается в длину и путём композиции полос с различной твёрдостью создаётся структура клинка и его первоначальная форма. После этого наносится слой жидкой глины — для предотвращения перегрева и окисления. В процессе закалки, при соблюдении технологического процесса, между якибой (твердой частью с режущей кромкой) и хирадзи (более мягкой и гибкой частью) формируется хамон. Этот рисунок принимает свой окончательный вид в момент закалки меча и проявляется в процессе полировки. Хамон, в отличие от линии зонной закалки, это материал на стыке двух сталей, из которых куется клинок, показывающий насколько хорошо владеет мастерством создатель катаны. Далее следует закалка: меч разогревается до температуры, строго зависящей от металла, который используется для ковки и быстро охлаждается, вследствие чего кристаллическая решетка одного из компонентов переходит в состояние мартенсит, и режущая кромка приобретает чрезвычайную твёрдость. После осуществляется долгий процесс придания клинку окончательной формы, заточки и полировки, которую полировщик проводит с использованием камней различной зернистости (до 9 ступеней). При этом мастер уделяет особое внимание достижению идеально плоских поверхностей и строгих углов граней между сопрягаемыми поверхностями. В конце заточки мастер работает очень маленькими камнями-пластинками, которые он держит одним-двумя пальцами или специальными дощечками. С особой тщательностью проводится проявление всех деталей и особенностей хада. В некоторых случаях, в особенности современными мастерами, на незакалённых частях клинка наносится гравировка декоративного характера преимущественно буддийской тематики. После полировки и декорирования рукояти, на которое уходит ещё несколько дней, катана готова.

### Сталь
По традиции японские клинки делаются из рафинированной стали. Процесс их изготовления уникален своей «традиционностью» (согласно Псевдо-Аристотелю, именно с таким сырьём имели дело изобретатели металлургии железа — халибы) и обусловлен применением железистого песка, который очищается под воздействием высоких температур для получения железа с более высокими показателями чистоты. Из железистого песка добывается сталь. Раньше процесс осуществлялся в печи татара (прямоугольной сыродутной печи). Полученная из песков крица по составу неоднородна, доля углерода в ней колеблется от 0,6 до 1,5 %. Для клинка же требуется сталь с неизменным процентом углерода (приблизительно 0,6—0,7 %). Чтобы полностью очистить металл и добиться требуемого и равномерного содержания в нём углерода, была разработана специальная техника складывания, высокая эффективность которой сопоставима с её трудоёмкостью. Особенностью железистого песка является низкое содержание серы и фосфора, которые способствуют сегрегации (нарушению кристаллической структуры стали) и потому нежелательны. По той же причине во время ковки используется малосернистый древесный уголь.
Сначала стальные осколки перековываются в слитки, которые в свою очередь раскаляются, складываются по длине и ширине и посредством ковки снова возвращаются к прежней форме.
В процессе ковки происходит угар стали, вследствие чего металл теряет в весе. Одновременно из-за окисления уменьшается доля углерода. Для контроля над этими процессами во время ковки соединяются слитки с разным содержанием углерода. После многократного сложения стали образуются многочисленные тончайшие слои, которые после специальной полировки и заточки становятся заметны на поверхности клинка.
Данная методика служит исключительно для очистки стали, достижения однородности её структуры и регулирования содержания углерода. Мнение, что хорошая катана должна состоять из как можно большего числа слоев стали, ошибочно. В зависимости от качества тамахаганэ и желаемого процента углерода слиток перековывается от 10 до 20 раз. Кузнец (как, например, Канэнобу или кто-то из его рода) повторяет цикл столько раз, сколько необходимо для получения однородного слитка с требуемыми характеристиками. Излишнее растягивание этого процесса размягчает сталь и ведёт к дальнейшим потерям металла из-за угара.
Начиная с XVI века японские кузнецы признали более качественным материалом для ковки катан европейскую привозную сталь «намбан тэцу».
У заводских катан времён Второй мировой войны сталь обычно содержит от 95,22 до 98,12 % железа и 1,5 % углерода, благодаря чему сталь имеет высокую твёрдость. Дополнительно в ней содержится некоторое количество кремния, придающего клинку высокую гибкость и высокую ударную вязкость. В умеренных количествах (в зависимости от места добычи сырья) могут присутствовать медь, марганец, вольфрам, молибден, а также случайные вкрапления титана.
Не всякая сталь годится для изготовления меча. Дешёвые копии обычно делают из нержавеющей стали класса 440А, то есть инструментальной стали, полученной путём прокатки, имеющей твёрдость по шкале Роквелла 56 HRC и непригодной, как материал для катаны. Кроме того, настоящий меч не имеет волнообразной заточки, гравировки или протравки, имитирующей хамон. Степень твёрдости, свойственная оригиналам, достигается только путём специальной обработки металла (см. мартенсит). В процессе ковки также формируется кристаллическая структура стали. Закалка режущей стороны до 62 HRC в сочетании с эластичностью гарантирует высокое качество японских клинков. Благодаря высокой твёрдости (60—62 HRC) меч долгое время сохраняет остроту. Исключительная режущая способность в направлении, перпендикулярном плоскости клинка (в отличие от резки в продольном направлении — наподобие пилы, которая двигается вдоль своей продольной оси), принцип которого задействован также в процессе бритья, то есть, когда клинок двигается под прямым углом строго перпендикулярно своей плоскости, объясняется использованием чистого карбида железа, благодаря которому при заточке достигается очень малая толщина клинка без зазубрин на лезвии. Карбид железа образуется, как правило, в ржавеющей стали, в то время как высокотехнологичная нержавеющая сталь не даёт такого гладкого лезвия без зазубрин. Однако эти микроскопические зазубрины превращают лезвие в подобие миниатюрной пилы, что является преимуществом такого оружия при условии применения соответствующей техники боя. Уже викинги в эпоху раннего Средневековья искусно владели техникой многослойной проковки стали для мечей; в ходу были весьма эффектные дамасские клинки, по форме не имеющие ничего общего с японскими. Франки также изготавливали хорошую сталь, которая не нуждалась в складывании для достижения однородности. В плане технологического сталелитейного и кузнечного процесса, нацеленного на требуемые свойства материала, и особенностей обработки поверхности японские стальные изделия не имели сходства с европейскими, что обусловлено принципиально разными боевыми техниками и различиями в конструкции доспехов.

### Конструкция
Перед кузнецом, изготавливающим меч, издавна стояла задача создать оружие острое и одновременно долгое время сохраняющее боевые качества, не теряющее остроты, не ржавеющее и не ломающееся. В зависимости от содержания углерода в стали и закалки у него мог получиться меч с высоким показателем мартенсита, следовательно, очень твёрдый и долго сохраняющий остроту, однако хрупкий и ломкий. И наоборот, клинок из более мягкой стали затупляется быстрее.
Данное затруднение преодолевается путём применения многослойной конструкции. Сочетание жёсткого лезвия и эластичной основы придаёт металлу катаны чрезвычайную вязкость и одновременно долговременную остроту. В традиционной технике внутренний слой изготавливается из низкоуглеродистой стали и покрывается твёрдой высокоуглеродистой сталью, которая образует верхний слой: кузнец складывает U-образно длинный узкий брусок твёрдой стали и вваривает в него брусок из мягкой стали. Из полученного комбинированного бруска выковывается заготовка меча, причём закрытая сторона «U» впоследствии станет лезвием. Такая комбинированная заготовка больше не подвергается складыванию.
В других конструкциях встречаются иные сочетания: например, твёрдая сталь вкладывается в U-образную заготовку из мягкой стали, либо твёрдая сталь лезвия комбинируется с мягкой сталью задней стороны и сталью средней твёрдости, из которой изготовлены две дополнительные боковые вкладки. Встречаются многочисленные усложнённые техники, впрочем, не гарантирующие более высокого качества. Они практикуются большей частью кузнецами невысокого класса, которые таким образом стремятся обойти трудный процесс закалки.
Очень короткие клинки иногда делаются из одного вида стали (мономатериал).
Более крупные образцы требуют усложнённой конструкции.
- Мару — самая дешёвая из всех конструкций, используемая также для танто или ко-вакидзаси; подобные одинарные клинки не подвергаются дифференцированной закалке и состоят из одного-единственного сорта стали.
- Кобусэ — упрощённая конструкция меча, которая из-за невысокой стоимости имела вплоть до Второй мировой войны широкое распространение в военных конфликтах, требовавших больших объёмов оружия.
- Хонсаммай — наиболее распространённая конструкция. Боковые части усилены дополнительными пластинами из стали средней твёрдости. Меч отличается высокой прочностью и имеет то преимущество, что обратная сторона клинка (обух) не закалена и не даёт ему сломаться. На некоторых старых мечах заметны подобные следы от ударов.
- Сиходзумэ — конструкция, похожая на хонсанмаи, у которой задняя часть клинка защищена жёсткой железной полосой.
- Макури — упрощённая конструкция, у которой сердцевина из мягкого железа целиком спрятана в оболочку из твёрдой стали.
- Вариха тэцу — простая, но очень гибкая конструкция.
- Орикаэси саммай — слегка усовершенствованная форма хонсанмаи.
- Гомай — немного необычный вариант с сердцевиной из твёрдого железа, которую окружает средний мягкий слой, в свою очередь покрытый слоем твёрдой стали.
- Сосю китаэ — одна из наиболее сложных конструкций, имеющая семь слоев стали. Практиковалась кузнецом Масамунэ, считается образцовой работой[источник не указан 3129 дней].

### Закалка
Так же как и западные кузнецы Средневековья, применявшие зонную закалку, японские мастера закаляют клинки не равномерно, а дифференцированно. Зачастую клинок изначально имеет прямую форму и получает характерный изгиб в результате закалки, дающей лезвию твёрдость 60 по Роквеллу, а задней части меча — лишь 40 единиц. В основе закалки лежит изменение кристаллической структуры стали: за счёт быстрого охлаждения раскалённого металла (обычно оно происходит в ванне с водой) аустенит превращается в мартенсит, имеющий больший объём. Из-за этого режущая часть меча растягивается и меч изгибается. Изогнутый меч имеет то преимущество, что он лучше режет и обеспечивает более эффективный удар. Поэтому такой тип получил широкое распространение.
Перед закалкой меч покрывается смесью из глины и угольного порошка (могут содержаться и другие ингредиенты). На лезвие наносится более тонкий слой, чем на другие участки меча. Для закалки лезвие нагревается сильнее, чем обух. При этом важно, чтобы, несмотря на разницу температур (например, 750—850 °C), меч в поперечном сечении и обратная сторона нагревались равномерно. Во время охлаждения в тёплой воде лезвие, нагретое сильнее остальных частей, остывает быстрее и получает более высокое содержание мартенсита, чем другие участки меча. Граница этой узкой зоны (хамон) хорошо заметна после закалки и полировки меча. Она представляет собой не линию, а довольно широкую зону (здесь перепутаны якиба («обожженное лезвие») — собственно закалённая часть клинка, и хамон — узкая линия, отделяющая закалённую часть от незакалённой).
Некоторые кузнецы придают хамону более замысловатую форму, нанося глину волнообразно, неравномерно или узкими косыми линиями. Полученный таким образом рисунок хамона служит для идентификации принадлежности меча к определённой кузнечной школе, но, как правило, не является показателем качества. Можно встретить весьма высококачественные клинки с прямым, шириной не более миллиметра, хамоном, равно как и экземпляры с очень волнистым рисунком, считающиеся грубой работой, и наоборот. Хамон с множеством узких «волн» образует в мече узкие эластичные участки (аси), препятствующие распространению трещин в металле. Однако в случае образования поперечной трещины меч становится непригодным к использованию.
Варьируя длительность и температуру нагрева, предшествующего охлаждению, кузнец может добиться и других эффектов на поверхности меча (например, ниэ и ниой — характерные мартенситные образования различного размера).
За закалкой (нагревом и охлаждением) следует отпуск — нагрев закалённого изделия в печи с последующим медленным охлаждением. При температуре около 200 °C происходит снятие внутренних напряжений в металле, благодаря чему достигается необходимый баланс твёрдости и вязкости.
Термическая обработка — весьма тонкий этап в изготовлении катаны, и даже опытный кузнец может потерпеть здесь неудачу. В этом случае меч заново закаляется и отпускается. Однако процесс можно повторять лишь ограниченное число раз: если все попытки провалились, клинок считается бракованным.

### Полировка
После завершения своей части работы, к которой также относится и обработка поверхности при помощи сэн — инструментом, похожим на металлический скребок, кузнец передаёт меч полировщику — тогиси. Его задача состоит в том, чтобы заточить и отполировать клинок — сначала грубыми камнями, затем более тонкими. Работа над одним мечом на данном этапе длится около 120 часов. Тогиси не только затачивает меч, но и выделяет при помощи различных техник структуру металла на поверхности клинка, хамон, также хада, являющихся «кожей» изделия и дающих представление о технике ковки. Одновременно есть возможность устранить мелкие недостатки, возникшие в процессе изготовления.
Выше боевых качеств меча сегодня ценятся качество стали и эстетические свойства, достигаемые исключительно благодаря технологически верно проделанной полировке. При этом форма и геометрия клинка, которые придал ему кузнец, должны полностью сохраниться. Поэтому ремесло полировщика подразумевает также точное знание стиля того или иного кузнеца, а также кузнечных школ прошлых веков.

### Форма
Изгиб меча (сори), выполняемый в разных вариантах, не случаен: он сформировался в процессе многовековой эволюции оружия данного вида (одновременно с изменениями в снаряжении самурая) и постоянно варьировался до тех пор, пока в конце концов не была найдена форма, представляющая собой продолжение слегка изогнутой руки. Изгиб отчасти объясняется и особенностью термической обработки: при дифференцированной закалке режущая часть меча растягивается больше, нежели задняя.
В пределах стандарта возможны множественные отклонения, зависящие отчасти от вкуса кузнеца и заказчика, отчасти от традиций конкретной кузнечной школы. Геометрия клинка диктуется и целью его применения: для сражения с противником в латах больше подходил клинообразный в сечении (и более прочный) меч, а в бою с незащищённым врагом эффективнее себя проявлял тонкий клинок, обеспечивающий хороший режущий удар.
Кузнец может наметить степень изгиба и его центр уже при ковке заготовки и подкорректировать их после закалки. Также меч может иметь равномерную толщину либо сужаться к концу, а сам конец (киссаки) может быть как длинным, так и коротким. Кузнец может придать рукояти меча (накаго) определённую форму, сделать заднюю часть лезвия округлой либо угловатой, выбрать форму линии закалки (хамон), а также определить структуру стали и её оптику. На незакалённые участки меча могут быть нанесены бороздки и гравировки.
Все эти факторы оцениваются знатоками в том числе и с точки зрения эстетики.

## Встречающиеся дефекты мечей
Существует множество дефектов, возникающих при ковке или неправильной обработке. Следует различать фатальные дефекты, делающие меч непригодным к использованию, и некритические, которые поддаются исправлению и/или лишь портят внешний вид изделия.
Наиболее типичные дефекты:
1. Карасунокути (からすのくち). Трещина в клинке. Если трещина проходит примерно в параллельной плоскости, она делит закалённую и незакалённую части, и если это отражается на форме, то меч становится бракованным.
2. Синаэ (撓え). Незначительные дефекты в местах изгиба, возникающие вследствие усталости материала на этих участках. Проходят, как правило, перпендикулярно к клинку в той части, которая сделана из незакалённой стали. Не считаются серьёзными дефектами.
3. Фукурэ (膨れ). Включения из окалины или угля, оставшиеся после складывания стали, в основном — погрешности сварки. Обнажаются после полировки, портят внешний вид, а также снижают качество меча.
4. Кирикоми (切り込み). Зазубрина на задней части меча, возникающая при защите отбивом. Не является серьёзным дефектом. В процессе полировки зазубрины можно устранять. На старых сточившихся мечах их оставляют как свидетельство того, что меч использовался в бою.
5. Умэганэ (埋め金). Сделанная кузнецом заплатка, закрывающая какой-либо дефект. Умэганэ делают также с целью скрыть внутреннюю сталь, начинающую проступать после частых полировок.
6. Хагирэ (はぎれ). Появившаяся на линии закалки (хамон) зазубрина, а также сильный изгиб клинка может спровоцировать микроскопическую трещину — хагирэ. Зазубрина обычно хорошо заметна и не представляет большой опасности для меча, в то время как трещина, которую очень трудно разглядеть, является фатальным дефектом.
7. Хакоборэ (刃毀れ). Грубая цилиндрическая зазубрина, проходящая хоть и не через закалённую сталь, однако часто являющаяся причиной трещины.
8. Хадзими (はじみ) Матовые участки, возникающие после многократной заточки. Меч теряет свой блеск. Часто встречающееся, но неопасное возрастное явление.
9. Ниой гирэ (匂切れ). Возможны две причины данного дефекта: линия закалки на границе с незакалённой сталью не имеет чётко обозначенных контуров, однако закалка стали произведена правильно. В этом случае возможна маскировка недостатка посредством шлифовки. Либо — фатальный дефект, когда линия закалки в определённом месте клинка отсутствует, что свидетельствует о плохой закалке стали на этом участке и, следовательно, недостаточной закалке меча в целом.
10. Мидзукагэ (水影). Потемневший участок, как правило, на режущей кромке. Причиной может быть повторная закалка либо повторное охлаждение.
11. Синтэцу (心鉄) (букв. «сердце металла»). Дефект от многократной полировки. Верхний слой стали, подчас всего в несколько десятых долей миллиметра толщиной, на определённом участке стёрся, и под ним проступают нижние слои металла. В этом случае говорят про «усталость» меча (см. цукарэ).
12. Цукарэ (疲れ) (букв. «усталость»)(на иллюстрации не показан). «Похудевший» вследствие частой заточки меч. Если клинок интенсивно используется, он требует регулярной заточки, которая «съедает» материал. Одновременно с заточкой лезвия должна корректироваться путём шлифовки форма меча в целом, это делается для сохранения его пропорций.

## Монтаж (косираэ)
За шлифовкой следует изготовление ножен (сая) и рукояти (цука) из древесины магнолии, довершающих комплектацию меча. Ножны в поперечном сечении могут иметь форму восьмиугольника (с угловатыми или закруглёнными краями), овала или эллипса. Рукоять закрепляется на хвостовике (накаго) с помощью конического клинышка из бамбука (мэкуги), продетого через отверстие (мэкуги-ана) в хвостовике. Отверстие ножен (койгути, «пасть карпа») обрамляется роговым или костяным завершением. Ножны и рукоять иногда оставляют без декоративной обработки (сирасая, «белые ножны»), в случае, если они используются только для хранения меча.
В варианте полного монтажа (косираэ) ножны покрываются лаком. Иногда используется кожа ската (самэ), инкрустация. С наружной стороны к ножнам крепится круглая скоба с отверстием (куригата), к которой привязывается шнур для фиксации меча (сагэо) — он делается из шёлка, шерсти или кожи. Боевые мечи могут быть оснащены специальным фиксатором, предотвращающим случайное выпадение оружия из ножен.
В полном монтаже катаны имеются следующие части:
- хабаки (муфта, крепящаяся на хвостовике под гардой и гарантирующая надёжную фиксацию меча в ножнах и одновременно фиксирующая гарду)
- цуба (гарда)
- сэппа (шайбы под цубой и над ней)
- фути (муфта между цубой и рукоятью)
- самэгава (покрытие рукояти из кожи ската или морского животного)
- цука-ито (шёлковая, реже кожаная тесьма для оплётки рукояти; для декоративных мечей может использоваться шерсть; в настоящее время часто применяют искусственный шёлк)
- мэнуки (декоративные вставки на рукояти под оплёткой)
- касира или цука-гасира (колпачок на конце рукояти)

Украшаются фути, мэнуки и касира, как правило, одинаковыми узорами или на одну тему.
В комбинации дайсё (длинный меч в паре с коротким) украшения вакидзаси (короткого клинка) аналогичны декору катаны. Классический вакидзаси, кроме того, комплектовался маленьким ножом когатана с рукоятью (кодзука), а также шпилькой (когай), либо, как вариант, парой металлических палочек для еды, которые находились в ножнах рядом с мечом, будучи вставлены в соответствующие отверстия цубы. Шпилька служила чем-то вроде современного шила: с её помощью ремонтировались подвижные части оружия и доспехов, выравнивалась оплётка рукояти.

## Искусство владения мечом
Катана использовалась преимущественно как режущее оружие, иногда как колющее, допускающее как двуручный, так и одноручный хваты. Старейшие школы искусства владения катаной берут своё начало в XV—XVI веках.
Основная идея японского искусства владения мечом (кэндзюцу) и базирующихся на нём техник (таких как иайдо) заключается в том, что продольная ось меча во время атаки должна идти к цели не под прямым углом, а вдоль своей плоскости, нанося режущие удары. Поэтому здесь уместнее говорить не об ударах — в том виде, в каком они свойственны западным техникам меча, — а о разрезах. Именно поэтому клинки имеют изогнутую форму.
Японский фехтовальщик Миямото Мусаси написал книгу «Горин но сё» («Книга пяти колец»), в которой он раскрывает свою технику двух мечей (нитэн-рю) и в эзотерическом ракурсе обосновывает её. Работа с катаной и вакидзаси похожа на приёмы эскримы (современное название — Arnis de mano). Кэндзюцу, практическое искусство фехтования мечом, переродилось в современный вид — гэндай будо. Искусство внезапной атаки и контратаки называется иайдо и является медитативной разновидностью боя, который ведется с воображаемым противником. Кэндо — искусство фехтования бамбуковым мечом (синай), при котором обязательно ношение комплекта защиты, аналогичного фехтовальному европейскому и состоящего из шлема с решёткой, закрывающей лицо, и доспехов. Данный вид фехтования на мечах, в зависимости от конкретного стиля (рю), может практиковаться как спортивная дисциплина.
В Японии до сих пор существуют многочисленные традиционные фехтовальные школы, которым удалось выжить после всеобщего запрета императора Мэйдзи на ношение мечей. Самыми известными являются Касима Синто Рю, Касима Син Рю и Катори Синто Рю.

## Мифы и заблуждения
Японские кузнецы с давних времен пользовались большим авторитетом. Японский император Го-Тоба (1180—1239), освоивший искусство фехтования, поделил всех кузнецов империи на классы-ранги. Мастера первого класса пользовались особыми привилегиями. До сих пор известны имена мастеров Масамунэ, Мурамаса: их мечам приписывалась сверхъестественная сила, благодаря которой они были могущественнее других клинков. Позднее, во время Сёгуната Токугава периода Эдо, катана стала называться «душой самурая». Впрочем, значительные военные конфликты к этому времени в Японии уже завершились, и в новом государстве с жёстким сословным разделением самураи должны были оправдывать своё особое положение путём размежевания с низшими слоями.
Одно из наиболее часто встречающихся заблуждений утверждает, что клинковая сталь якобы складывается несчётное количество раз, и это будто бы объясняет свойственные ей превосходные качества. Однако здесь путают число произведённых складываний и количество слоёв. Количество слоёв равно 2n, где n — количество складываний. Например, заготовка, сложенная 6 раз, имеет 26 = 64 слоя, а при 20 складываниях — уже более миллиона слоев. Кроме того, на Западе считается, что одновременно складываются как железные, так и стальные бруски, из которых затем выковывается меч. На самом деле здесь ошибочно смешиваются два разных процесса: складыванию предшествует предварительный этап — рафинирование, то есть изготовление стальных слитков для клинка и основы меча, которые затем свариваются, образуя заготовку для меча. Это заблуждение вызвано ошибочной аналогией с дамасской сталью, однако последняя изготавливается с применением совершенно иной техники.
Многократное складывание и последующая обработка нужны для достижения равномерного содержания углерода по всей длине клинка, так как изначально процент углерода в разных участках заготовки различен. Только так можно избежать появления трещин на мече и его поломки во время закалки и в процессе использования. Результатом этой обработки, её побочным продуктом, является выступающая на поверхности клинка структура стали (хада). Иногда она похожа на текстуру дерева (мокумэ-хада и итамэ-хада). Со временем была создана классификация различных типов хада по видам рисунка (например, аясуги-хада, масамэо-хада), поскольку они являются важным критерием при оценке продукта.

### Катана в СМИ
Начиная со второй половины XX века романтизация Средневековья, Дальнего и Ближнего Востока и в особенности японской культуры стала набирать популярность. Контакт с японской культурой на Западе осуществляется главным образом через аниме, мангу и японские фильмы; тем самым кинематографические самурайские поединки и дуэли героев аниме являются главным фундаментом представлений европейцев о Японии. В последнее время заметна тенденция романтизации японского кузнечного искусства, которая значительно отразилась в научно-популярных документациях, выпускаемых National Geographic, Discovery Channel, History Channel, в том числе и российском популярном формате «Военное дело».
Известнее всего мнение, которое поддерживается многими специалистами-популяризаторами, гласящее, будто японский меч — абсолютная вершина кузнечного искусства в истории человечества. Вышеуказанные составные японские клинки не представляют собой ничего «необычного» или «исключительного», так как археологами найдены кельтские клинки V века до н. э. (то есть почти на тысячу лет старше японских), состоящие из разных целенаправленно сваренных сортов стали. Исследования римских гладиусов и римско-германских спат (главным образом клинков из Нидамской находки) выявили сложные сварные структуры и селективную закалку многих мечей. К примеру, отдельные римские гладиусы не только оказались селективно закалёнными, но и показали твёрдость клинка до 60 единиц по шкале Роквелла. В особенности сварные клинки раннего Средневековья изготовлены на очень высоком уровне мастерства. Это доказывают в первую очередь работы Штефана Медера, который в рамках специального проекта вместе с японскими полировальщиками высших рангов отполировал европейские раннесредневековые клинки (два скрамасакса и одну сварную спату) по японскому методу. Результаты однозначно показывают, что даже скрамасаксы германцев состояли из отлично рафинированной стали, сложенной и прокованной ничуть не меньше, чем японские стальные изделия. Также были выявлены селективная закалка и как минимум два сорта стали. Это доказывает, что составные клинки из различных сортов стали, методы рафинации и селективная закалка никогда не были чем-то исключительно японским. Ближневосточные и центральноазиатские кузнецы владели всеми этими методами в той же мере, что и их европейские и японские коллеги. Мечи и ножи такого же качества, как и японские, производились в Европе со времён Римской Империи, то есть в то время, когда в Японии только начиналось развитие местной технологии сыродутной печи. Ввиду неприятия христианской религией знания, полученного в период Римской Империи, с 476 года н.э. многие технологии были утрачены, будучи вновь открытыми европейскими кузнецами уже в период позднего средневековья. С исторической и металлографической точки зрения превосходство японского меча над всеми другими не доказано и является продуктом западной популярной культуры XX века.

#### Свойства материала
Часто упоминается[где?], что якобы из-за мягкого обуха (сердцевины) и очень твёрдой режущей кромки японские мечи практически неразрушимы и режут с одинаковой эффективностью твёрдую сталь и органические материалы. На самом деле данное мнение создалось под воздействием неверной интерпретации японских источников. С точки зрения физики, термообработанная сталь в 45-60 единиц Роквелла не может быть разрезана (а не просто сломана) точно такой же сталью. Мнения исследователей данного вопроса являются полярными и нередко вступают в противоречие друг с другом. Мацудайра Тикудзэн-но-ками (старший сын Куроды Нагамасы) приводит информацию об одоспешенных воинах, разрубленных мечом. Параллельно с этим существует ряд европейских и японских историческо-литературных источников, сообщающих о погнутых, иззубренных и сломанных мечах. Мягкий обух катаны позволяет ей сравнительно легко гнуться в случае «перенапряжения», ибо таким образом ферритная сердцевина амортизирует внутренние напряжения и очень твёрдая мартенситная кромка катаны останется неповреждённой, что и требовалось от японского меча. Этим и объясняются изгибы и зазубрины на оригиналах японских мечей. Существуют также сообщения о применении меча против твёрдых металлических вещей с плачевными последствиями для клинка. Вышеуказанные свойства катаны (способность гнуться, но не ломаться) являются источником мифа о её «неразрушимости». Сцены из фильмов, аниме и многочисленных компьютерных игр, где герои одним ударом разрезают камни, пластинчатые доспехи и твёрдые металлические предметы без видимого сопротивления материала, являются фантазией, которые на фоне пределов прочности железа, камня и стали, противоречат законам физики.
Феноменальная острота как исключительное свойство японского меча часто встречается в популярных изданиях о катане. Это свойство объясняется чрезвычайно высокой твёрдостью режущей кромки катаны (согласно Х. Танимура 60-65 HRC японской катаны против 50-58 HRC европейских мечей). Здесь ошибка возникает из-за спутывания остроты и стабильности заточки. Катана может сравнительно долго держать заточку, но не является «самозатачивающейся» — этот миф возник главным образом из-за ошибочного приписывания катане свойств тиглевого булата с карбидными микрозазубринами и недавно выявленными микроструктурами. В итоге способность меча «резать сталь как масло» или «рассекать в воздухе шёлковые платки» исторически недоказуема. Так часто цитируемая «одновременная твёрдость и упругость» являются не комбинацией взаимоисключающих свойств, а компромиссом в рамках законов физики.

#### Фехтование и сфера применения
Очень часто искусство владения японской катаной кэндзюцу (одна из самых древних школ которого Тэнсин Сёдэн Катори Синто-рю), не отличают, а порой и смешивают с современными видами спорта как кэндо или айкидо, тем самым ошибочно обозначая, например, кэндо как «древнее боевое искусство». Это происходит главным образом из самурайских фильмов, голливудских экранизаций и (что типично для детей и подростков) таких аниме-сериалов как «Блич» или «Бродяга Кэнсин». Благодаря до сих пор весьма живучим популярным мифам о европейском оружии, исходящим из XVIII и XIX веков, очень распространено мнение, что японская катана превосходит все другие виды меча по скорости и точности благодаря своему якобы малому весу и малой толщине клинка. Это утверждение само по себе крайне сомнительно, если принять во внимание, что среднестатистическая катана так же, как и европейский боевой меч (типов X—XIV по классификации Еварта Окшотта), весила 1100—1200 граммов. Существуют сохранившиеся экземпляры сабли (0,9—1,1 кг), рапиры (до 1,4 кг), шашки и римско-германской спаты (0,6—1,2 кг), которые весят меньше восьмисот грамм. Тем самым катана обладает скорее средним, чем малым весом. Толщина японского клинка колеблется в среднем от 6 до 9 мм и, как правило, почти не убывает по направлению к острию, что характерно для клинка сабельного типа. Европейские же мечи имеют у гарды в среднем 4-8 мм, которые плавно убывают до 2 мм у острия. Тем самым европейские мечи фактически являются более тонкими, чем японские. Подобное распределение объясняется следующим: европейский клинок был более приспособлен для мощного колющего удара, способного пробить цельнометаллический доспех, при использовании катаны упор делался не на колющий, а на рубящий удар, ведь в японском доспехе открытых мест было достаточно. В связи с этим наблюдается и различие в расположении центра тяжести (ближе к гарде у европейского меча, ближе к центру клинка у катаны). С точки зрения физики, острота и стабильность клинка зависят от его геометрии, которая, в принципе, зависит от толщины клинка лишь косвенно. Двуручный хват меча со слабо искривлённым клинком длиной между 70 и 80 см также имеет в других частях света свои аналоги (например немецкий гросс-мессер). Доказательств того, что катана в какой-то мере более быстра или совершенна, с логической точки зрения не существует. Аргументы вроде исторического отсутствия полноценных боевых искусств и качественных мечей у других народов вне японо-китайской культуры не берутся во внимание, так как с научной точки зрения не соответствуют археологическим и историческим фактам.
Существуют популярные заблуждения, которые идут также в обратную сторону: часто озвучивается мнение, что катана — исключительно режущее оружие для дуэлей бездоспешных воинов. Это вызвано тем, что сегодня подавляющее большинство аутентичных клинков, изготовленных заслуженными мастерами Японии, предназначаются для коллекций или спорта вроде «Тамэсигири» или «Иайдо». Японские мечи, изготовленные до периода Эдо («Ко-То» — «старые мечи»), однако очень разнообразны в отношении геометрии клинка, искривления, центра тяжести, веса и пр. при одновременном сохранении концепта нихон-то на протяжении веков. Эти мечи были отлично приспособлены для поражения традиционных японских доспехов и имели для этого, как правило, требуемую упругость клинка и геометрию режущей кромки. Катана, какой её показывают в СМИ (довольно мягкая сердцевина и очень острая твёрдая режущая кромка), появилась только в период Эдо. Таким образом, японские мечи являются исторически мультифункциональными и не ограничивались только рубкой бездоспешных противников. Известно, что фехтовальная катана, какой мы её знаем сегодня (вид, монтировка, политура), возникла в XVII веке из утигатана, которая в XV веке произошла из тати. Однако, как сообщает Стивен Тернбулл в ряде своих работ по истории средневековой истории, катана мало чем отличалась от тати. Её носили с гражданским платьем режущей кромкой вверх.
Конкретная сфера применения катаны в большинстве случаев или недостаточно точно озвучивается, или же искажается. Так рождаются тезисы, которые гласят, что катана использовалась исключительно против воина без доспеха. В подобных предположениях, однако, явно видно влияние стереотипов, которые, как правило, не имеют ничего общего с историческими боевыми искусствами, вооружением и тактикой. До периода Эдо самураи главным образом были конными лучниками, которые могли применять меч в крайних случаях, если копьё яри было вне досягаемости или утеряно (нагината — другая разновидность японского длиннодревкового оружия, как правило использовалась «сохэями», воинствующими монахами или «онна-бугэйся», женщинами-воинами). Только указом сёгуна Токугава Иэясу катана стала «душой самурая» и его личным фехтовальным и статусным оружием, аналогично рапире и шпаге в Европе, в процессе чего былые гражданские войны и сражения в полном доспехе на коне навсегда ушли в прошлое. Однако, как уже было сказано выше, японские мечи периода Эдо изготавливались в различных вариациях, некоторые из которых были пригодны для использования в полевых сражениях. Кавалерийские мечи тати (часто унаследованные) оставались парадным оружием самураев, но носились они по-другому и собственно катаной не являлись. В то же время японский ламинарный доспех периода Эдо, «о-ёрой», состоял из кованых металлических пластин. Лишь клинок с достаточной прочностью и способностью амортизировать удар мог быть эффективным против него.

#### Металлургия
Один из главнейших аргументов превосходства японских клинков считается чистота и особые свойства исходного материала для ковки японских мечей — «тамахаганэ», продукт японской сыродутной печи «татара». Популярные источники часто приписывают ему принципиальное отсутствие таких вредных примесей, как сера и фосфор, что однако не корректно. Кричное железо — очень неоднородный продукт, который является смесью углерода, железа, шлака и других элементов, — каждый кусок тамахаганэ уникален. Искусство кузнеца состоит в выборе кусков крицы, которые содержат как можно меньше шлака и имеют между 0,8-1,3 % углерода. Методы выплавки до открытия границ и индустриализации Японии было собственно намного примитивнее, чем в Европе (где с XIV века вошла в употребление доменная печь), что и вызвало потребность в долгой и тщательной рафинации стали, дабы удалить все вредные примеси. Ценность японской стали тем самым заключалась не в самом качестве куска тамахаганэ, а в умении кузнецов изготовить из посредственного сырья продукт хорошего качества. В этой связи становится понятно, почему начиная с XVI века японские кузнецы применяли европейскую привозную сталь. Часто упоминаемая теория о том, что в тамахаганэ содержалось много вольфрама, молибдена и ванадия (неправильный пересказ о роли ванадия в тиглевых сталях и булатах, которые к японской стали не имеют никакого отношения), не подтверждается химическими анализами оригиналов. Данные анализы подтверждают повышенное содержание окиси титана, которое, однако, позитивной роли в качестве японской стали практически не играет. Помимо того, что высоколегированые современные стали не показывают сверх-свойств, тамахаганэ как продукт сыродутной печи просто не может содержать нужный процент легирующих элементов, чтобы образовать высоколегированную сталь, так как температура плавления, например, вольфрама или молибдена гораздо выше производимой японской «татарой» которая доходит максимально до 1500 °C. Объяснение качества японского меча «высоколегированным тамахаганэ» тем самым научно несостоятельно.
Железистые морские пески «сатэцу» содержат существенное большое количество ванадия, но с точки зрения теории металлургических процессов, его восстановление возможно только при выплавке чугуна. В татара-печи, кроме крицы, образовывалось небольшое количество чугуна, но использовать его при изготовлении тамахаганэ умели далеко не все мастера — поэтому ванадий в японских клинках встречается далеко не всегда. Вольфрам и молибден, хотя и тугоплавки, восстанавливаются из руды столь же легко, как и железо, поэтому в случае их равномерного распределения в составе руды получить легированную крицу не представляет проблемы. Однако железистые пески не содержат (а с точки зрения геохимии, и не могут содержать) вольфрама и молибдена, а искусственное добавление соответствующих руд в шихту приведет к крайне неравномерному распределению этих примесей в стали. Молибден (и реже, вольфрам) может быть сравнительно равномерно распределен в бурых железняках т. н. зон окисления медно-молибденовых месторождений — их много в Корее и Маньчжурии. Таким образом, кем-то когда-то исследованные молибденсодержащие катаны изготовлены не «традиционным» способом (из железистых песков), а из импортного сырья, т. н. «мантэцу» («маньчжурское железо»).

## Уход за мечом
Уход за катаной производится в определённой последовательности и прежде всего заключается в чистке, для которой применяются различные принадлежности.
1. Зазубрины устраняются при помощи полировочных камней.
2. При помощи специальной бумаги, не содержащей кислоты, (рисовой бумаги — нугуйгами) поверхность очищается от грязи и старого масла (для смазки меча используют масло камелии и гвоздики). Бумагу перед применением необходимо помять как следует, чтобы избавиться от крупных частиц, которые могут оставить микроскопические царапины на мече (качество бумаги может различаться). При отсутствии рисовой бумаги допускается использование не содержащей хлора целлюлозной туалетной бумаги или непарфюмированных одноразовых бумажных салфеток, не содержащих активных веществ, таких как алоэ, например.
3. Запачканный меч можно очистить с помощью извести. Она имеет чистящие и полирующие свойства и при этом не царапает поверхность. Используя лист рисовой бумаги и меловой порошок, можно оттереть остатки масла и загрязнения.
4. После чистки меч заново покрывается маслом. Для этого используют новый лист целлюлозы или рисовой бумаги. Эфирное гвоздичное масло, продающееся в аптеках Европы, может нанести вред мечу и потому непригодно для этой цели. Масло следует наносить в очень небольших количествах — так, чтобы образовалась тончайшая плёнка. Эта масляная плёнка защищает меч от ржавчины и влажности, содержащейся в воздухе. Для покрытия всей поверхности вполне хватает 1—2 капель. Излишки масла не должны оставаться на мече, так как к ним пристают частицы дерева и пыль из ножен, и при движении клинка в ножнах на нём образуются царапины. Эту процедуру следует повторять в зависимости от влажности воздуха, не реже чем один раз в три месяца.
5. Любой меч можно разобрать на составные части: клинок фиксируется в рукояти при помощи клинышка из бамбука, рога или дерева, реже из металла. Этот клинышек можно при необходимости вынуть — для этого имеется небольшой инструмент из латуни, похожий на молоток (мэкугинуки). Не следует самостоятельно производить какие-либо операции над хвостовиками старинных мечей (удалять ржавчину, полировать или покрывать маслом) — этим должен заниматься специалист, поскольку состояние хвостовика, особенно если на нём есть надписи, имеет значение при оценке возраста, подлинности и стоимости меча.